# Sơn Đoòng
Sơn Đoòng je špilja u Vijetnamu i vjerojatno je najveća špilja na svijetu. Locirana je u blizini vijetnamske granice s Laosom.
Sơn Đoòng nalazi se u pokrajini 450 km južno of grada Hanoi, na granici dviju vijetnamskih provincija – Quảng Bình i Bac Trung Bo, Vijetnam (u Nacionalni park Phong Nha Ke Bang). Lokalni stanovnik imena Hồ-Khanh otkrio je ovu pećinu 1991. godine, ali britanski tim ju je istražio i javno obznanio postojanje špilje tek 2009. godine. Špilja je duža od 6,5 km, visina je 200 m, a širina 150 m. Kroz nju teče podzemna rijeka.